# Xylosma oligandra
Xylosma oligandra là một loài thực vật có hoa trong họ Liễu. Loài này được Donn. Sm. miêu tả khoa học đầu tiên năm 1897.